# Aulangonjärvi
Le lac d'Aulanko (finnois : Aulangonjärvi) est un lac situé dans les quartiers Sairio et Aulanko à Hämeenlinna, en Finlande,,.

## Présentation
Le lac est situé à environ trois kilomètres au nord du centre d'Hämeenlinna, à proximité de la réserve naturelle d'Aulanko.
Le lac s'est formé au tournant du XIXe et du XXe siècle, lorsque la hauteur du lac Vanajavesi a été abaissée de deux mètres.
Le lac Aulangonjärvi est entouré de forêts anciennes et il n'y a des constructions que dans le coin nord-ouest du lac, ainsi qu'un village de vacances.
Sur le côté ouest du lac se trouve la zone du parc d'Aulanko, dont la tour d'observation offre une vue surplombante sur le lac Aulangonjärvi. 
Près de l'extrémité nord du lac se trouvent deux parcours du club de golf d'Aulanko.
Le lac Aulangonjärvi s'écoule dans le Vanajavesi et dans le Katumajärvi par le ruisseau Kihtersuonoja.
Un sentier de 5,8 km de long fait le tour du lac Aulangonjärvi. 
Dans la partie nord-est du lac Aulangonjärvi, le Käärmekallio s'élève à une hauteur de plus de 30 mètres au-dessus de la surface du lac.